# Hespérie des sanguisorbes
Spialia sertorius
Espèce
L’Hespérie des sanguisorbes ou Roussâtre (Spialia sertorius) est une espèce de lépidoptères de la famille des Hesperiidae et de la sous-famille des Pyrginae.

## Systématique
L'espèce Spialia sertorius a été décrite par l'entomologiste allemand Johann Centurius von Hoffmannsegg en 1804, sous le nom initial d'Hesperia sertorius.
Deux taxons qui étaient auparavant ses sous-espèces sont maintenant considérées comme des espèces distinctes : Spialia therapne (Rambur, 1832), présente en Corse et Sardaigne, et Spialia ali (Oberthür, 1881), présente en Afrique du Nord.
Une espèce cryptique appelée Spialia rosae a aussi été découverte en 2016 en Espagne : morphologiquement identique à S. sertorius, elle peut cohabiter avec elle mais en diffère par son ADN mitochondrial et son écologie.

## Noms vernaculaires
- en français : l'Hespérie des sanguisorbes, la Roussâtre
- en anglais : Red Underwing Skipper
- en allemand : Roter Dickkopffalter
- en espagnol : Sertorio[1].

## Description

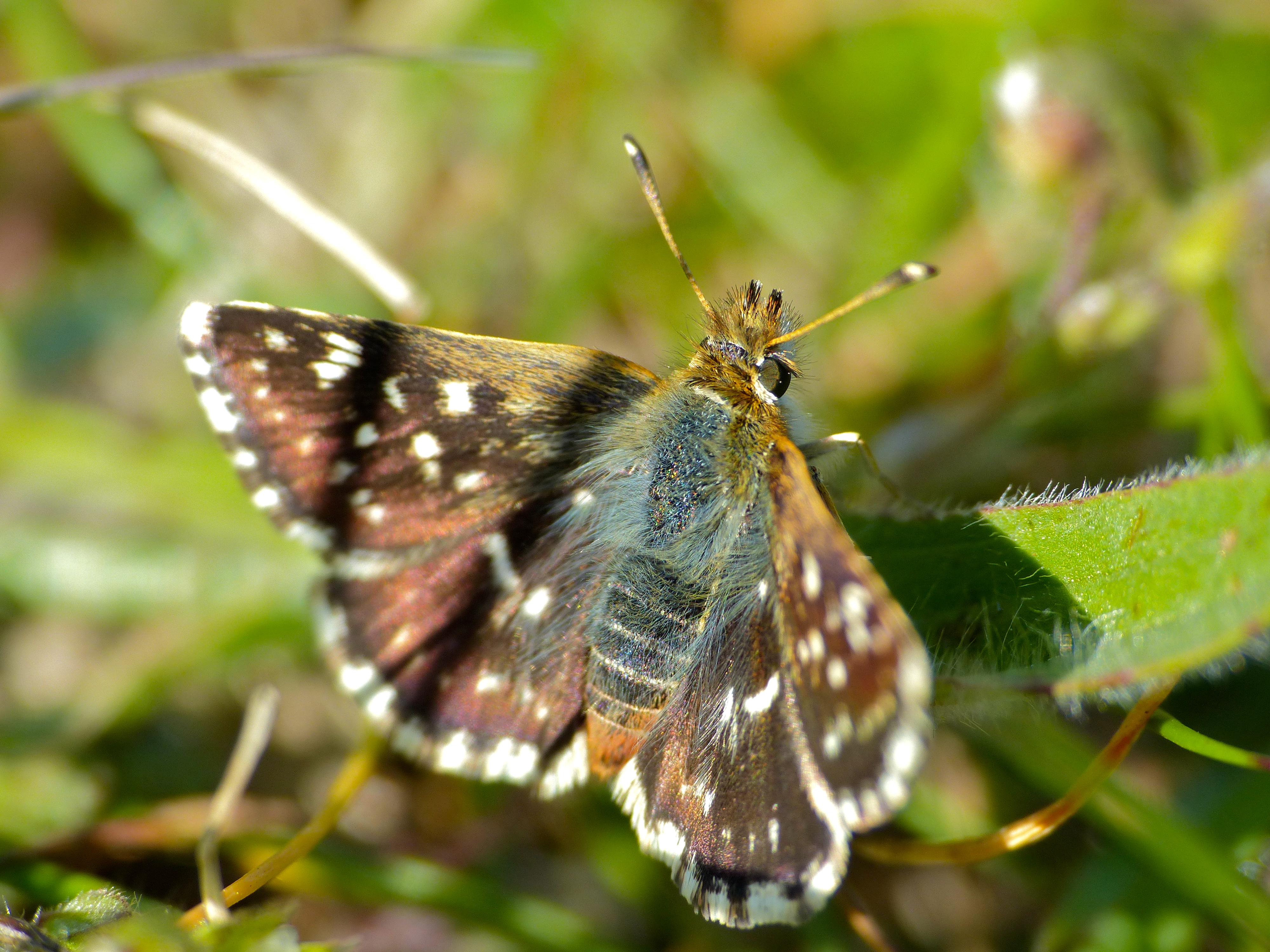
Spialia sertorius (Hérault, France)

C'est un petit papillon d'une envergure de 22 mm à 26 mm, au dessus des ailes marron roux à frange blanche entrecoupée de sombre, orné de petites taches blanches.

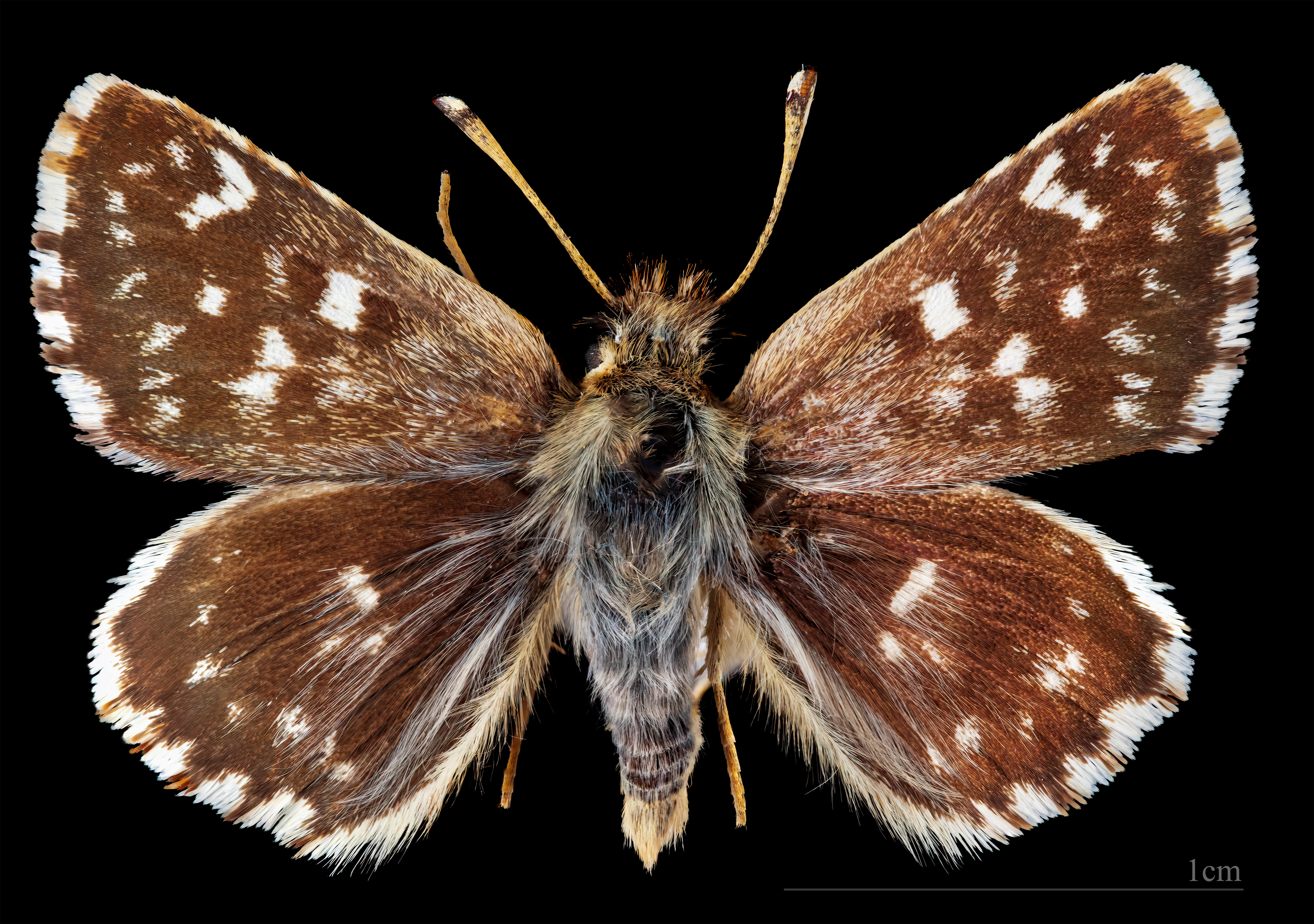
Spialia s. sertorius ♂  MHNT
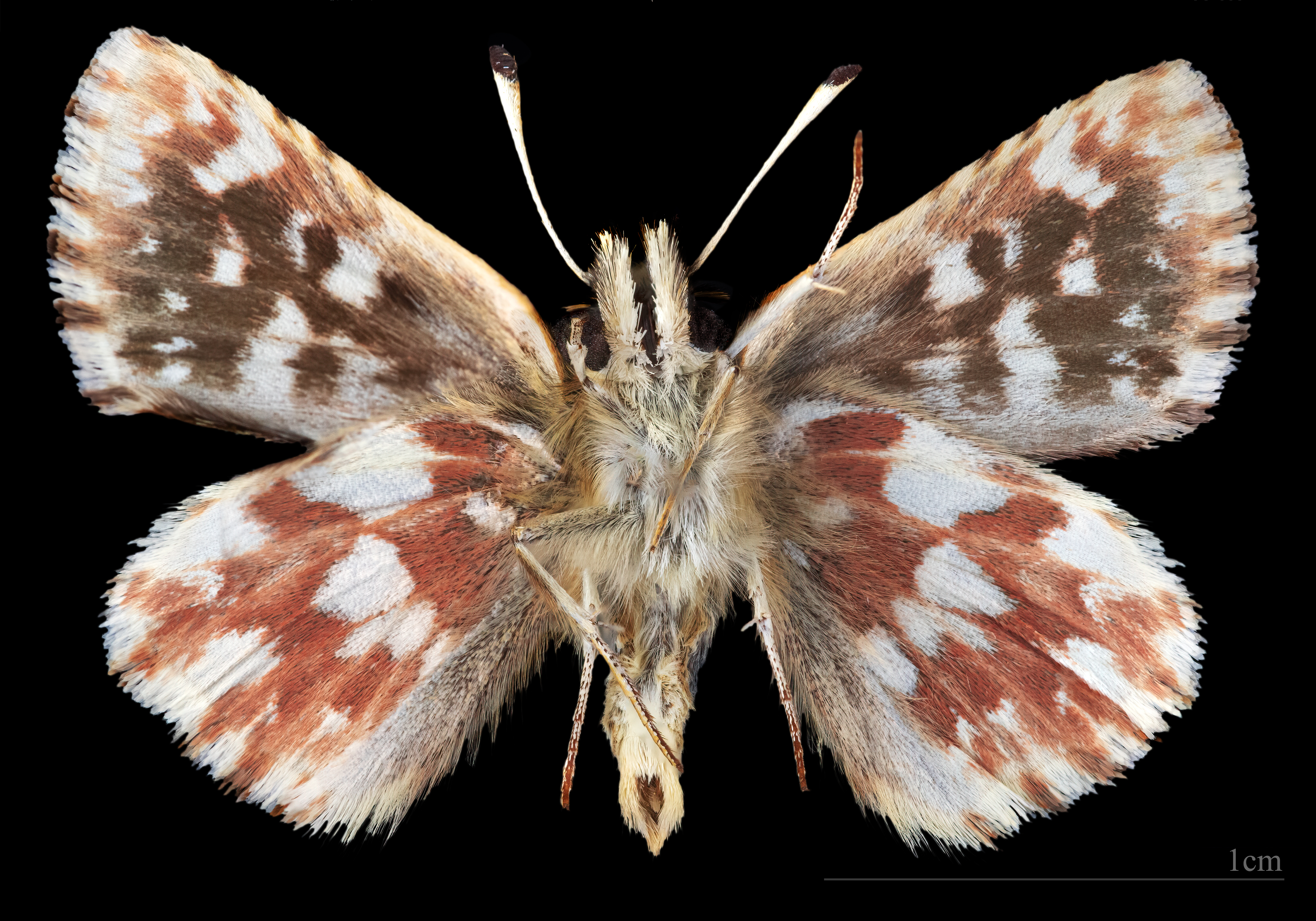
Spialia s. sertorius ♂ △

Le revers est de couleur jaune orangé taché de blanc.

## Biologie

### Période de vol et hivernation
L'Hespérie des sanguisorbes vole en deux générations de début avril à juin puis de juillet à août.

### Plantes hôtes
Les plantes hôtes de sa chenille sont des Sanguisorba, dont Sanguisorba minor et Sanguisorba magnolii pour Spialia sertorius ali, des  Rubus dont Rubus idaeus, des Potentilla dont Potentilla verna,.

## Écologie et distribution
L'Hespérie des sanguisorbes réside en Afrique du Nord, Maroc, Algérie et Tunisie, dans le sud-ouest de l'Europe, Espagne, Portugal, France, Belgique, Allemagne, Suisse, Autriche et Italie et, ce qui reste à confirmer, dans l'ouest de l'Asie au Tibet et dans l'Altaï,.
L'Hespérie des sanguisorbes est présente dans presque toute la France métropolitaine, elle n'est absente que de quelques départements dont le Finistère. En Corse, elle est remplacée par Spialia therapne.

### Biotope
L'Hespérie des sanguisorbes réside dans les milieux broussailleux fleuris.

### Protection
Pas de statut de protection particulier.